# Майк Хаммер: Цепь убийств
Майк Хаммер: Цепь убийств — телевизионный фильм в жанре детектив, выпущенный в 1989 году. В нём снимались Стейси Кич, Линда Картер, Линдси Блум, Дон Страуд, Мишель Филлипс, Лайл Альзадо, Пол Петерсен и Джим Керри. Фильм был снят в Калвер-Сити, штат Калифорния, и Лас-Вегасе, штат Невада.

## Сюжет
Артист по имени Джонни Роман приглашает Майка Хаммера в Лас-Вегас, а когда он отказывается, его похищают и сбрасывают с парашютом в город. Хаммер думает, что это Джонни заманил его туда, но Джонни это отрицает. Он объясняет, что причина, по которой ему нужна помощь Хаммера, заключается в том, что певица Барбара Легуайр украла у него что-то.

## Оценки
Реакция на фильм была в основном безразличной. Он не получил рейтинг на Rotten Tomatoes, а рецензенты сочли его «слишком медленным и затянутым». Рецензентам также наскучила игра Стейси Кич, в то время как сайт «Захватывающий детектив» решил, что «Молоток Кича был совершенно неправильным. Дрянные усы, анахроничная фетровая шляпа и бойкий настрой делали все это похожим на какую-то самодовольную пьесу того времени».